# Vieiras
Vieiras is een gemeente in de Braziliaanse deelstaat Minas Gerais. De gemeente telt 3.899 inwoners (schatting 2009).

## Aangrenzende gemeenten
De gemeente grenst aan Eugenópolis, Miradouro, Muriaé, Pedra Dourada en São Francisco do Glória.